# Гульєльмо Рігіні
Гульєльмо Рігіні (італ. Guglielmo Righini; 16 лютого 1908 — 29 травня 1978) — італійський астроном.

## Життєпис
Народився в Кастельфранко-Венето, в 1930 році закінчив Флорентійський університет. Упродовж 1928—1951 років працював в обсерваторії Арчетрі, у 1951—1953 роках — директор астрофізичної обсерваторії Асьяго. З 1953 рок — директор обсерваторії Арчетрі і професор астрономії Флорентійського університету.
Основні праці в області спектроскопічного вивчення атмосфер Сонця і зірок, а також історії астрономії. Виконав дослідження інтенсивностей і профілів ліній у спектрі Сонця, фізичних умов у сонячній короні, вивчив розподіл енергії в безперервному спектрі корони, визначив її колірні характеристики і температуру як спостережливими, так і теоретичними методами. Спільно з американським астрономом А. Дейчем відкрив холодні області в короні.
Велику увагу приділяв оснащенню обсерваторії Арчетрі новими інструментами і впровадженню нових методів досліджень Сонця. У 1963 році побудував радіотелескоп з антеною 10 м, на якому проводилися регулярні спостереження Сонця в радіодіапазоні. Брав участь у восьми експедиціях для спостереження повних сонячних затемнень, першим почав проводити спостереження затемнень з борту літака. В обсерваторії Асьяго займався спектрофотометрією і кількісним аналізом атмосфер зірок B і Be; виконав піонерську роботу з дослідження інфрачервоного спектру β Ліри. Будучи президентом Комісії зі створення Італійської національної астрономічної обсерваторії, керував розробкою проекту цієї установи і проекту великого телескопа.
Ряд його робіт присвячено вивченню творчості Галілео Галілея та історії астрономії галілеївого періоду.
Член Національної академії деї Лінчеї. Протягом багатьох років був президентом Італійського астрономічного товариства, президентом комісій N 10 «Сонячна активність» та N 12 «Випромінювання і будова сонячної атмосфери» Міжнародного астрономічного союзу. Автор 168 наукових робіт.. На його честь названо астероїд.

## Виноски
1. 1 2 3  Архів історії математики Мактьютор — 1994.
2. ↑  https://doi.org/10.1007/BF00150126
3. 1 2  Bianchi S. Dizionario Biografico degli Italiani — 2016. — Vol. 87.
4. ↑  Guglielmo Righini nell'Enciclopedia Treccani (італ.) . www.treccani.it. Архів оригіналу за 28 вересня 2012. Процитовано 15 вересня 2012.
5. ↑  In Memoriam: Righini (1908—1978)
6. ↑  Citation for 9427 (from MPC 35492) (англ.) . www.minorplanetcenter.net. Архів оригіналу за 22 січня 2016. Процитовано 15 вересня 2012.